# بين وينشل
بين وينشل (بالإنجليزية: Ben Winchell)‏ هو ممثل أمريكي، ولد في 3 يوليو 1994 في أتلانتا في الولايات المتحدة.

## أعمال

### أفلام
- (2016) ماكس ستيل

## وصلات خارجية
- بين وينشل على موقع IMDb (الإنجليزية)
- بين وينشل على موقع قاعدة بيانات الفيلم (الإنجليزية)